# Malmesbury
Malmesbury er en by og civil parish i det vordvestlige Wiltshire, England, der ligger omkring 23 km vest for Swindon,40 km nordøst for Bristol, og 14 km nord for Chippenham. I 2011 havde den 5.380 indbyggere.
Den ældste del af byen ligger på en bakketop, og er næsten fuldstændig omkranset af floden Avon og dens bifloder.
Der har ligget et jernalderfort på stedet, hvor byen blev grundlagt, og i den tidlige middelalder blev Malmesbury Abbey grundlagt. En af Alfred den Stores sene forskansede burhs blev opført her for at kunne forsvare området mod vikinger. Den nævnes i Domesday Book. Æthelstan, der var den første konge over hele England, blev begravet i Malmesbury Abbey da han døde i 939. Som købstad blev det en vigtig by i middelalderen, der havde stort fokus på læring i Malmesbury Abbey.
I moderne tid er byens mest kendt for sit kloster, hvor en stor del er bevaret på trods af klosteropløsningen. Økonomien er præget af landbrug samt turisme fra Cotswolds, samt selskabet Dyson, der er byens største arbejdsgiver, og som havde hovedkvarter her indtil 2019.